# Lux Mundi (Monroe)
Lux Mundi (Latijn voor "Licht der Wereld") is een 15,8 meter hoog beeld van Jezus Christus bij de Solid Rock Church, een megakerk bij Monroe in de Amerikaanse staat Ohio. Het beeld is een ontwerp van Tom Tsuchiya en vervangt het Koning-der-Koningenbeeld dat op 15 juni 2010 door een blikseminslag werd vernietigd.

## Ontwerp

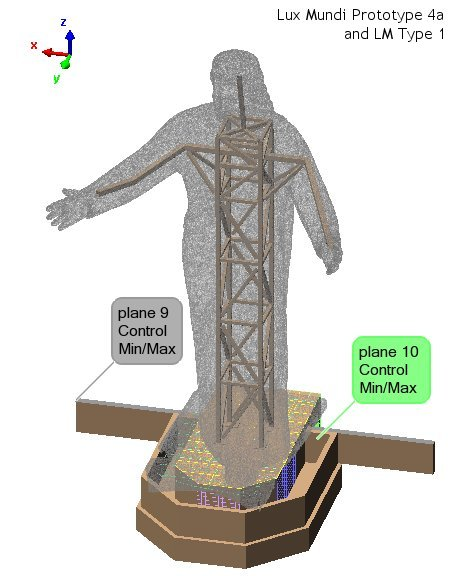
Het digitale ontwerp dat de staalconstructie van Lux Mundi toont

Het beeld toont een Jezus in een omhelzende houding die voorwaarts stapt, een pose geïnspireerd op de evangeliën van Mattheüs en Johannes. Gekeerd naar de snelweg Interstate 75 staat het beeld op een met rotsblokken bedekte fundering waarover water kan stromen. Om inspiratie op te doen voor het ontwerp vertaalde Tom Tsuchiya delen van de nog bestaande Griekse teksten uit de evangeliën. 

## Bouw
Om te voorkomen dat het beeld hetzelfde lot ondergaat als zijn voorganger, werd het beeld voornamelijk gemaakt van een brandwerend polymeer composiet. Tevens is het beeld voorzien van een bliksemafleider. Lux Mundi werd grotendeels gemaakt door het bedrijf Display Dynamics uit Clayton, Ohio. Na enkele maanden werk werden de belangrijkste stukken van het standbeeld op 19 september 2012 ter plaatse gemonteerd. Op 30 september 2012 werd het beeld ingehuldigd, gevolgd door een kerkdienst en vuurwerk. 